# Église Saint-Pierre-Saint-Paul d'Ablis
L'église Saint-Pierre-Saint-Paul est située à Ablis, dans les Yvelines.

## Description
L'édifice est inscrit aux monuments historiques depuis 1950.
Trois styles différents coexistent dans cette église. La partie ouest, la façade et les deux nefs remontent au XIIe siècle. Le clocher date du XIIIe siècle av. J.-C. tandis que la chapelle le chœur sont datés entre la fin du XIVe siècle et le début du XVe siècle.
On y trouve la sépulture de Pierre Poncet de la Rivière (1600-1681) et de Louis de Carcado (1712-1763), son arrière-petit-fils.

## Historique
Elle aurait peut-être été édifiée sur des fondations datant du XIe siècle. Sa construction effective remonte à 1115, à l'initiative de Geoffroy de Presles.

## Vitraux

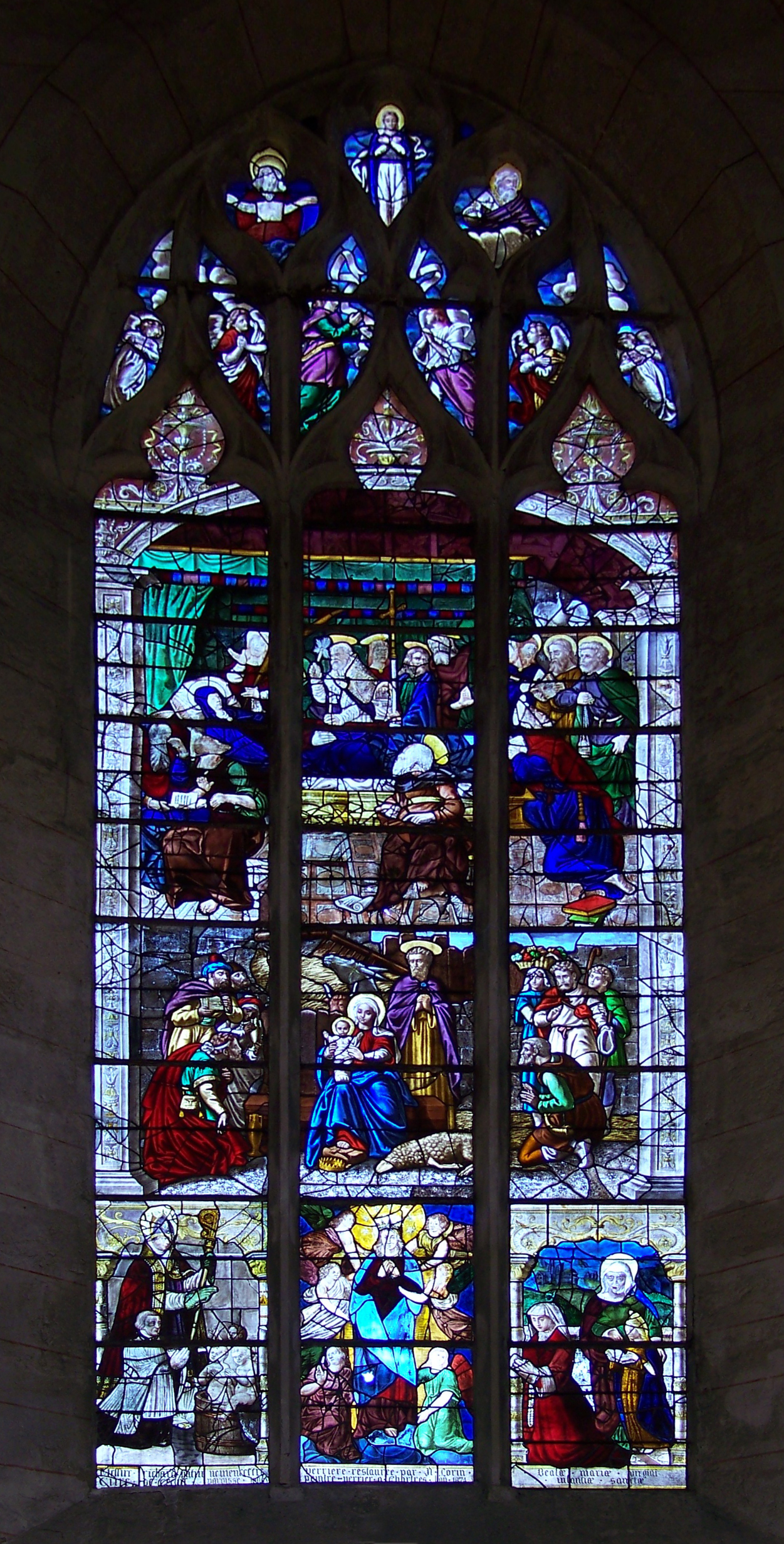
Vitrail de la vie de la Vierge à Ablis

Le Vitrail de la vie de la Vierge est un vitrail datant du milieu du XVIe siècle. Il a été classé monument historique au titre d'objet le 4 décembre 1914.
Le centre du vitrail no 3 de la travée nord de l'église est la partie la plus ancienne, qui se lit de bas en haut. Le registre inférieur représente l'Assomption de la Vierge, encadrée d'un côté par le donateur agenouillé devant Saint Nicolas évêque, et de l'autre par la donatrice priant avec sainte Anne apprenant à lire à la Vierge. Le registre médian évoque l'Adoration des mages et celle des bergers, et le registre supérieur présente la Mort de la Vierge entourée des apôtres. Ces scènes sont complétées en 1874 par le maître verrier Nicolas Lorin de Chartres. 
Dans les lancettes supérieures sont représentés la Vierge entre Dieu le Père et le Christ, et des anges modernes.  
En bas figurent des inscriptions concernant le commanditaire, messire Richard Patin, re restaurateur, Nicolas Lorin, ainsi que la dédicace « Beatae manae virgini infantiare sanctae ».  